# Саламатов (Аляска)
Саламатов — статистически обособленная местность в боро Кенай, штат Аляска, США.

## Население
По данным переписи 2000 года население составляло 954 человека, в местности было 220 домашних хозяйства и 163 семьи. Плотность населения — 45,4 на км². Расовый состав: белые — 71,8 %, коренные американцы — 19,92 %, азиаты — 0,52 %, афоамериканцы — 3,35 % и представители двух и более рас — 3,35 %.
Из 220 домашних хозяйств 60,9 % представляли собой совместно проживающие супружеские пары (35,5 % с детьми младше 18 лет), в 8,2 % семей женщины проживали без мужей, 25,9 % не имели семьи. В среднем домашнее хозяйство ведут 2,65 человек, а средний размер семьи — 3,04 человека.
По состоянию на 2000 год медианный доход на одно домашнее хозяйство в городе составлял $44861, доход на семью $46719. У мужчин средний доход $40250, а у женщин $31250. Средний доход на душу населения $16306. 11,9 % семей или 11,9 % населения находились ниже порога бедности, в том числе 14,4 % молодёжи младше 18 лет и 7,7 % взрослых в возрасте старше 65 лет.